# التأهيل البدني في أسبرطة

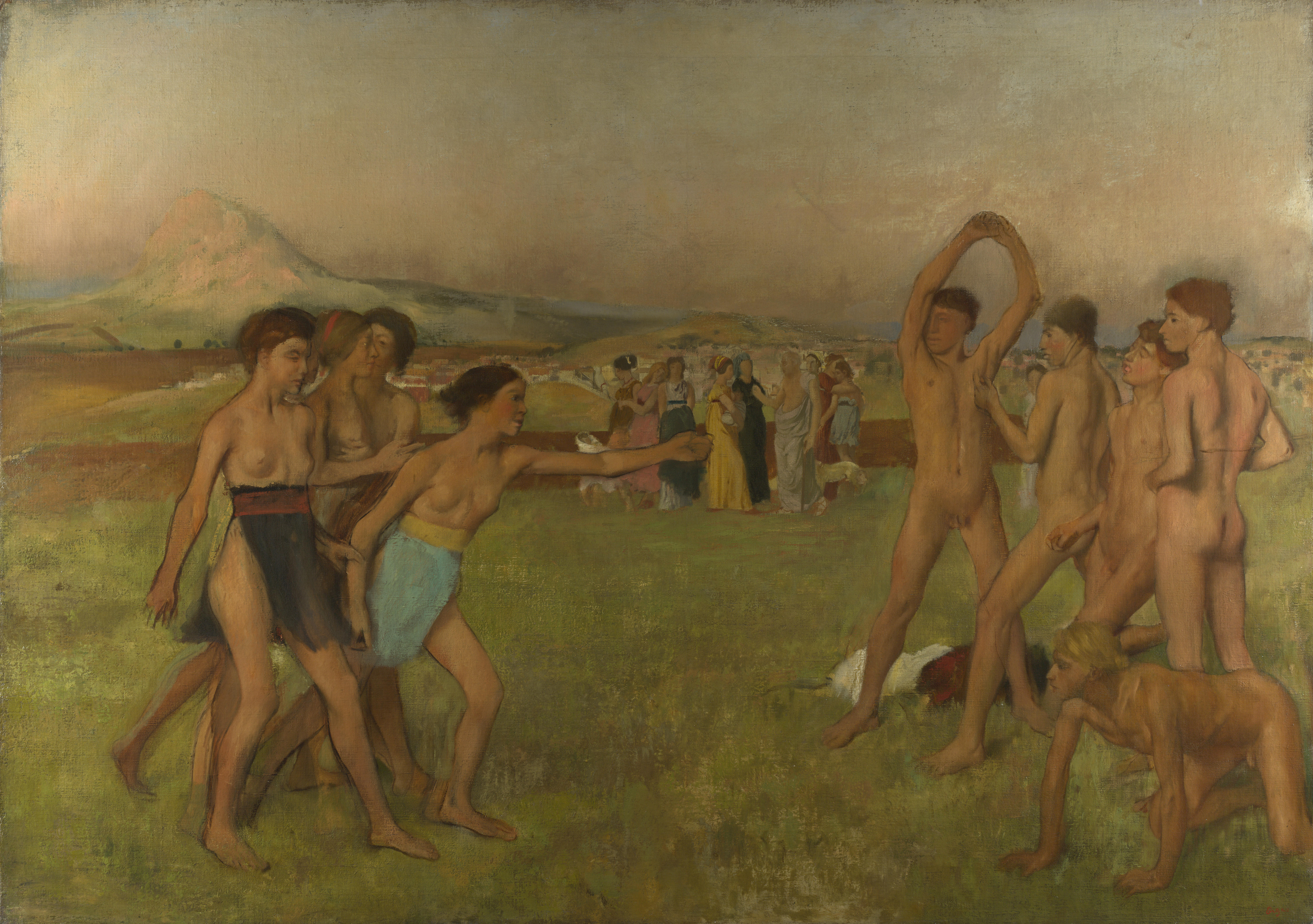
تمثيل فني للتدريب الإسبرطي وهو جزء من التأهيل البدني للذكور اليافعين في إسبرطة. ومع ذلك كان يتم تشجيع الإناث على ممارسة التدريبات مع الذكور.

التأهيل البدني هو أسلوب عنيف للتربية والتدريب يُطبق على جميع المواطنين الذكور في إسبرطة فيما عدا الابن البكر في الأسر الحاكمة وهم يوريبونتيد (Eurypontid) وأجياد (Agiad). وكان هذا التدريب يتضمن تعلم التسلل خفية وتنمية روح الولاء للجماعة الإسبرطية والتدريب العسكري (مثل تحمل الألم) والصيد والرقص والغناء والإعداد والتواصل الاجتماعي. وتعني كلمة «التأهيل البدني» في اللغة اليونانية القديمة التربية لكنها في هذا السياق تعني بشكل عام القيادة أو التوجيه أو التدريب 
وطبقًا للعادات والتقاليد الشعبية، أدخل هذا التأهيل البدني المشرع الإسبرطي الأسطوري ليسيورجيس لكن يُعتقد أن أصوله تعود إلى ما بين القرنين السابع والسادس قبل الميلاد عندما كانت الدولة تدرب الذكور من سن السابعة وحتى الحادية والعشرين.
وكان هذا النظام يهدف إلى تخريج رجال أقوياء بدنيًا وأخلاقيًا ليخدموا في الجيش الإسبرطي. وكانت هذه التدريبات تشجع على الالتزام وإعلاء مصلحة الدولة الإسبرطية فوق المصالح الشخصية وإفراز نخب مستقبلية لإسبرطة. حيث سيصبح الرجال «جدران إسبرطة» لأن إسبرطة كانت المدينة اليونانية الوحيدة التي ليس لها أسوار دفاعية بعد تدميرها بأمر من ليسيورجيس. فالانضباط كان صارمًا وكان الرجال متحفزين ليتقاتلوا فيما بينهم ليحددوا الفرد الأقوى في المجموعة.
وكان التأهيل البدني ذا أهمية عالية في العالم الإغريقي القديم وكانت العديد من العائلات الأرستقراطية تتنافس لإرسال أبنائها إلى إسبرطة ليشاركوا في التأهيل البدني لفترات زمنية متفاوتة. كما أن الإسبرطيين كانوا يحسنون انتقاء الرجال اليافعين الذين يسمحون لهم بالتجنيد. وكان هذا الشرف عادة يُمنح لسفير إسبرطة في المدن الأخرى ولعدد قليل آخر من العائلات ذات النسب والمقام الرفيع.

## الهيكل التنظيمي
كان كل طفل ذكر يولد يُغسل بالنبيذ، فطبقًا لمعتقدات أهل إسبرطة، فإن هذا يجعل الأطفال أقوياء ثم كان لا بد أن يُفحص المولود صحيًا من قبل مجلس الشيوخ (Gerousia) (مجلس الشيوخ الإسبرطي) من قبيلته ليروا ما إذا كان لائقًا بدنيًا وصحيًا ليُسمح له بالبقاء على قيد الحياة. وفي حالة عدم اجتياز الطفل للاختبار، كان يُترك في مكان يُسمى آبوثيتايا (apothetai) بالقرب من جبل تيجيتيس ليموت في العراء. وفي سن السابعة كان الطفل يُسجل في التأهيل البدني تحت سلطة بيدونومس (paidonómos) (παιδονόμος)أو «ولي أمر الطفل» وكان القاضي يهتم بالإشراف على تربيته. وتُعد هذه هي بداية المرحلة الأولى من المراحل الثلاثة الخاصة بـالتأهيل البدني: بيديس (paídes) (التحدث بخشونة، وتبدأ تقريبا من عمر 7-17 سنة) وبيديسكوي (paidískoi) المستوى المتوسط (من عمر 17-19 سنة) وهيبونيتس (hēbōntes) المستوى الاحترافي (من عمر 20-29 سنة) وتوضح بعض الكتب القديمة وجود تقسيمات فرعية أخرى خاصة بالسن بين هذه الفئات.
وكان الأولاد يعيشون في مجموعات (agélai, "herds")والتي تعني جماعات ") بقيادة أكبرهم سنا. وكان هؤلاء يُشجعون لإبداء ولائهم لرفقاء قاعة الطعام الجماعية المعروفة باسم سيسيتا (Syssitia) بدلاً من الولاء لقبائلهم. وعندما يصل الأولاد إلى سن الثانية عشرة، تُعطى لهم قطعة واحدة من القماش كل سنة عبارة عن عباءة حمراء تعرف باسم فونيكيس (Phoinikis). كما كانوا يصنعون سرائر من الخَيزُران المنزوع باليد بدون استخدام سكين من نهر يورتاس (Eurotas). وكان يتم تعمد تقليل التغذية للأولاد لتحفيزهم على إتقان المهارات الضرورية ليصبحوا ناجحين في التحايل للحصول على طعامهم. وكان المقصود بهذا أيضا تكوين أجيال من الجنود أقوياء البنيان طوال القامة بدلاً من الجنود البدينين قصار القامة. وقد أدى ذلك إلى تأقلم الأولاد على الجوع كي لا يمثل الجوع أي مشكلة أثناء الحملات العسكرية. ومع ذلك يُعاقبون بشدة إذا ضُبطوا وهم يسرقون. واللذان يُستثنيان من هذه العملية فقط هما ولي العهد للعائلتين الملكيتين من إسبرطة وهم (آجياد ويوروبونتيد)
وفي سن الثانية عشرة تقريبا يدخل الأولاد في علاقة منظمة مع ذكر شاب بالغ من إسبرطة. وصف بلوتارخ (Plutarch) هذا الشكل من الشذوذ الجنسي الإسبرطي الذي يدخل خلاله المحاربون الأكبر سنا في علاقة طويلة الأمد مع شاب يافع لهدف تربوي. وكان من المتوقع أن يطلب الولد العلاقة، التي كانت تعد طريقة لنقل المعرفة والحفاظ على الولاء في أرض المعركة. وفي المرحلة المتوسطة (بيديسكوي)، تقريبًا في سن الثامنة عشر، يصبح الطلاب أفراد احتياط في الجيش الإسبرطي. كما يُسمح أيضًا لمجموعة من الشباب الواعد بأن يشتركوا في كريبتيا (Crypteia) وهو نوع من الشرطة السرية حيث يُكلف الأفراد الشباب بالتجسس على سكان الهلوت (أحد الأقنان بإسبارطة القديمة) وقتل الأقنان الذين يخرجون ليلاً، وهذا العمل كان يُنظر إليه بعين الاعتبار للعمل على إخضاع السكان. وكانت الدولة تساند هذا العمل من خلال إعلانها الحرب على الأقنان كل خريف، لذا فإن قتل فرد من السكان لم يكن يُنظر إليه على أنه جريمة لكن في الحقيقة كان عملاً ذا قيمة لصالح الدولة.
وفي مرحلة المحترفين «هيبونتس»، والتي تكون تقريبًا في سن العشرين، يصبح الطلاب جزءًا من السيستيا (syssitia) والجيش الإسبرطي على الرغم من استمرارهم في العيش في ثكنات الجنود ويستمروا في التنافس على مكان بين طبقات المجتمع العليا في إسبرطة في الحرس الملكي ذي المقام الرفيع. وفي سن 20 عامًا يتم الاقتراع عليهم في إحدى الولائم العامة. ويكون التصويت بواسطة نظرائهم الذين يحضرون الوليمة، فإذا لم يصوت جميع أعضاء المائدة على هذا الفرد لا يمكن أن يلتحق بالوليمة. عندئذ ينبغي عليهم إعادة المحاولة في وليمة مختلفة، والتي عادة ما تكون أسوأ. وكان أمامهم عشر سنوات ليُقبَلوا في وليمة ما، وإذا فشلوا في الالتحاق بأي وليمة لن يحصلوا على الجنسية الإسبرطية ويصبحوا أدنى منزلة. ويُسمح لهم في النهاية بالزواج عندما يصلون إلى سن الثلاثين أو سن النضوج ويصبحون مواطنين إسبرطيين مكتملي الحقوق ويحق لهم التصويت وشغل المناصب.
عملت التربية في إطار التأهيل البدني كمعادل عظيم في إسبرطة. فقد كان يطلب من الرجال التنافس في الألعاب الرياضية وفي المعركة. وبالنسبة للأقنان وعامة الناس، كان من المحتمل أن يطوروا مهاراتهم في القراءة والكتابة فقط وهو الأمر الضروري لعمل عروض نذرية وقراءة المخطوطات الهامة. وعلى الجانب الآخر، تجد الإسبرطيين الذين أصبحوا ملوكًا أو دبلوماسيين أو جنرالات يُحسّنوا أيضا من مهارات الخطابة والقراءة والكتابة لديهم لأنها قدرات ضرورية مطلوبة في مناصبهم. ولكن المعلومات عن كيف أصبح غالبية السكان من الذكور في إسبرطة متعلمين أو إذا ما كانوا متعلمين بأي حال من الأحوال، فهي أمر غير معروف. ومع ذلك توجد إشارة في أقوال بلوتارخ «بشأن النساء الإسبرطيات» إلى رسالة محفوظة بين أم وأبنائها أثناء حملة عسكرية يتضح منها وجود قدر من المعرفة بالقراءة والكتابة.